# جلكى ماصة الحجر
الجَلَكَى الماصة الحجر (الاسم العلمي: Petromyzon) هي جنس من الحيوانات المائية يتبع فصيلة الجلكية من رتبة الجلكيات.

## أنواع
جنس الجلكى الماصة الحجر يضم نوع وحيد هو:
- الجَلَكَى البحرية

## انظر أيضاً

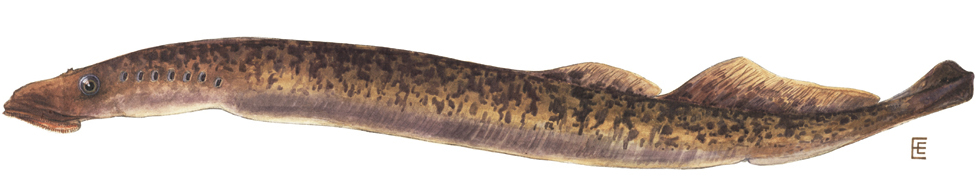
جلكى بحرية